# Suspension des véhicules hippomobiles
 (janvier 2016).
Si vous disposez d'ouvrages ou d'articles de référence ou si vous connaissez des sites web de qualité traitant du thème abordé ici, merci de compléter l'article en donnant les références utiles à sa vérifiabilité et en les liant à la section « Notes et références ».
Une voiture hippomobile est un véhicule à traction animale, strictement le cheval ou animaux de la même famille. Par opposition à d'autres animaux destinés à la traction, le cheval peut atteindre des vitesses relativement élevées, ce qui implique des secousses et cahots entraînant un inconfort pour les passagers. Le problème d'amortir ces cahots s'est donc posé assez tôt, donnant lieu aux diverses solutions de suspension.
Un véhicule se compose de plusieurs parties : un châssis portant les roues et une caisse constituant le corps du véhicule où se trouvent passagers et marchandises. Le problème consiste à éviter les secousses entre l'ensemble roues-châssis et la caisse.

## Premières suspensions

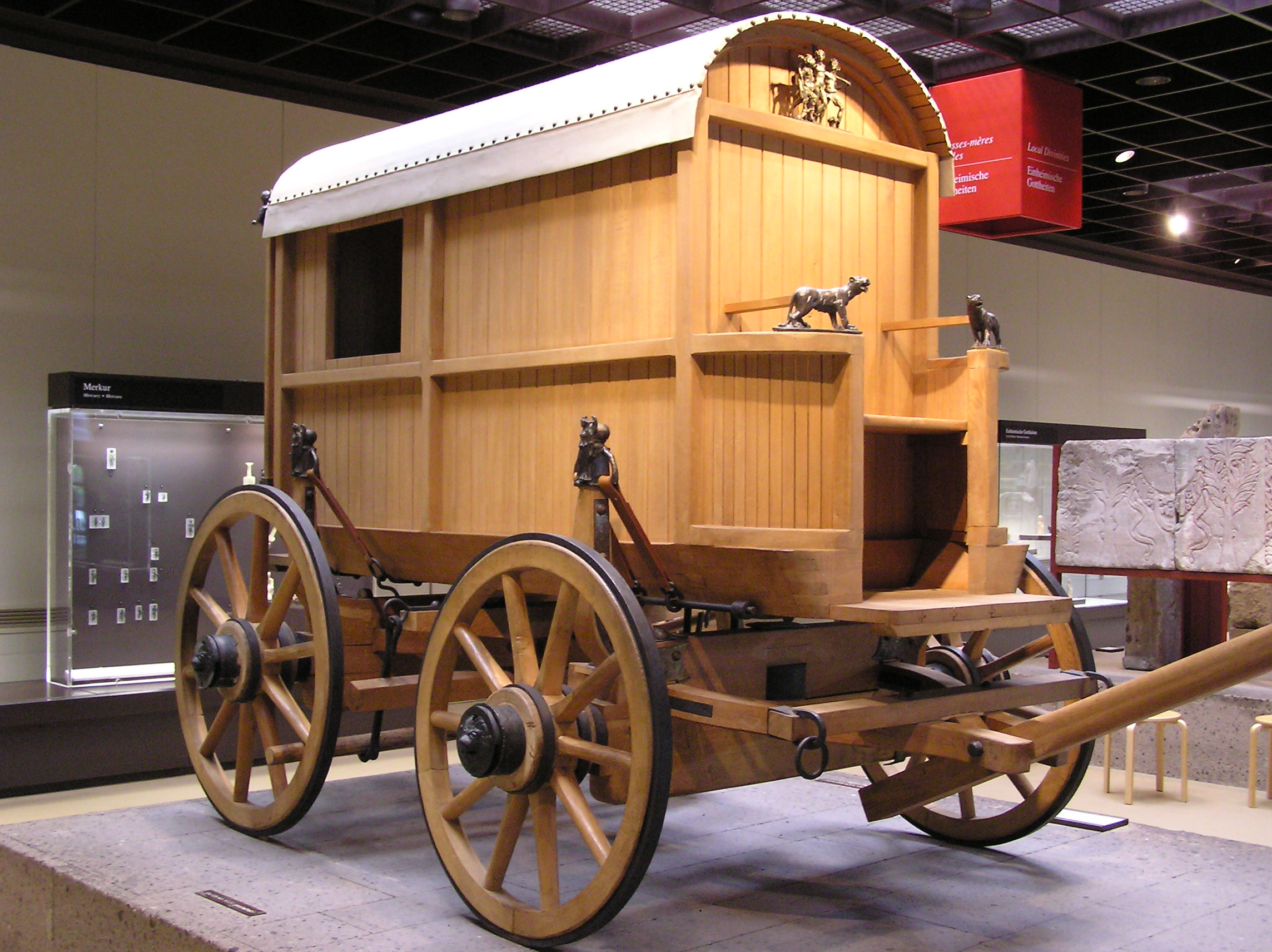
Reconstitution d’une voiture de voyage romaine, Römisch-Germanisches Museum, Cologne, Allemagne. Suspension par soupentes fixées à des moutons

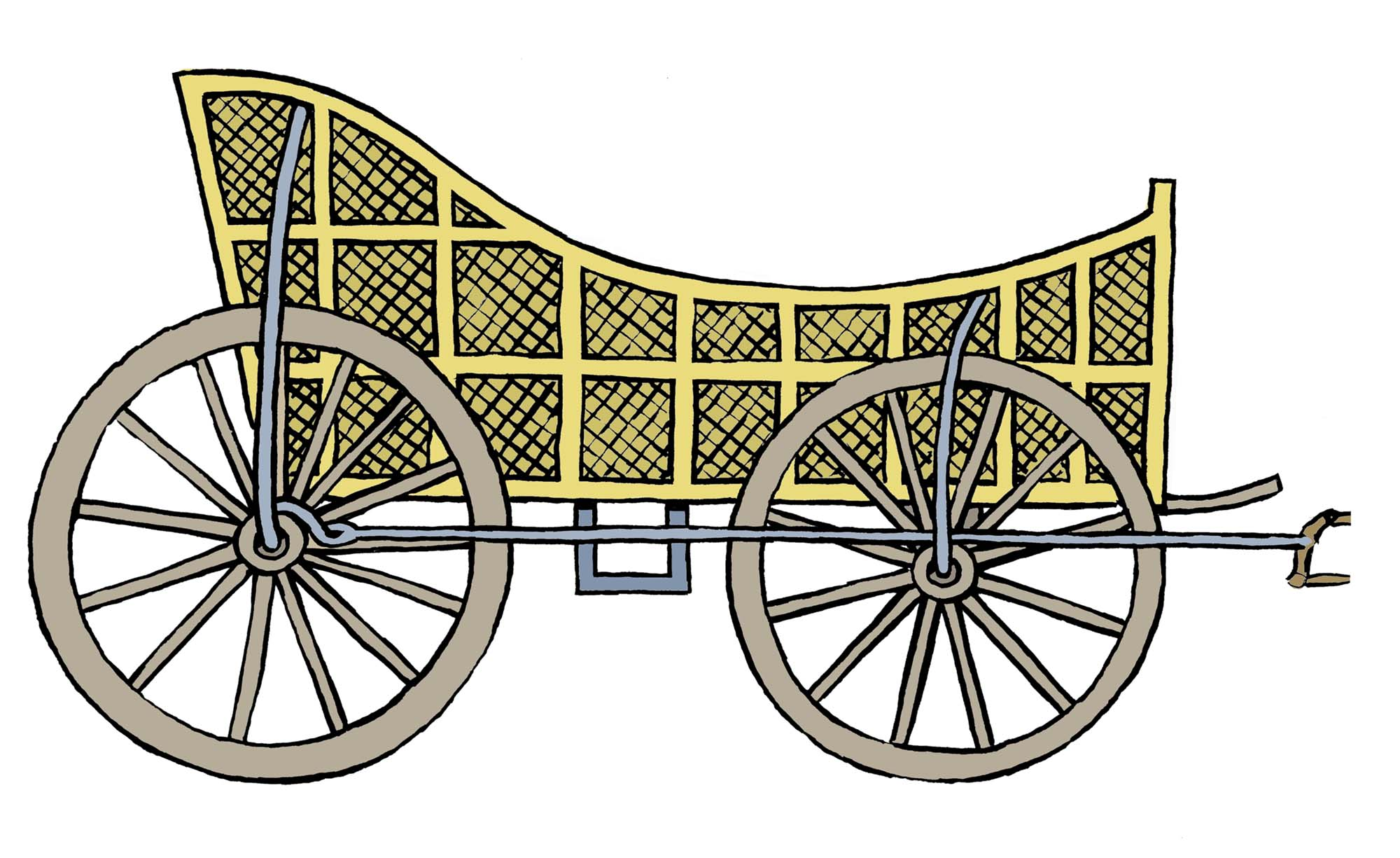
Coche, interprétation d'une gravure de 1568 par Jean-Claude Pertuzé

La première solution consiste à suspendre la caisse à des montants solidaires du châssis, par l'intermédiaire d'éléments relativement élastiques. Certains chars celtes reconstitués par les archéologues montrent que leur plancher était fait d'un lattis de bois fixé à des sortes de soupentes. Des voitures de l'époque romaine, principalement en Thrace, étaient suspendues, mais cet usage semble disparaître pendant le haut Moyen Âge. On retrouve ensuite des chars branlants, où la caisse en osier se balance entre des soupentes placées dans le sens longitudinal. La première représentation d'un coche (1658) montre une caisse portée par des tiges vraisemblablement métalliques, l'élasticité du métal jouant le rôle d'amortisseur. Plus tard, les montants sont de solides piliers de bois, les moutons, qui soutiennent la caisse par des soupentes : parfois chaînes de fer, puis épaisses lanières de cuir. Les moutons sont souvent courbes, en forme de C (parfois doublés d'un mouton droit) afin de jouer sur l'élasticité du bois, et ce système perdurera longtemps après l'apparition des ressorts métalliques car ceux-ci, dans les pays anglo-saxons, étaient lourdement taxés. Jusqu'au XVIIe siècle, la solution des soupentes de cuir est universellement employée, arrivant à un degré de sophistication élevé. Les suspensions comportent un cric qui permet de régler la tension des soupentes. Des ressorts métalliques courbes viennent s'intercaler entre la caisse et les soupentes. La rupture d'une soupente reste cependant un risque : elle entraîne un basculement de la caisse et parfois de tout le véhicule. Il faudra l'apparition de la berline, reposant sur deux poutres, contrairement au carrosse qui ne portait que sur une poutre centrale, pour limiter les conséquences souvent désastreuses d'une rupture de soupente.

### Ressort en bois
Certaines voitures n'ont pour suspension que la flexibilité du bois : c'est le cas du tarantass russe, où une poutre unique d'une très grande longueur assure un certain amortissement. La chaise elle-même, placée sur un long brancard bien en avant de l'essieu, bénéficie de cette souplesse. De nombreux travaux, jusqu'au XIXe siècle, tentent d'utiliser l'élasticité du bois pour réaliser des suspensions, c'est le cas de plusieurs britanniques. À partir de la chaise française, Robert Hooke propose de doubler le brancard d'un second, placé en porte-à-faux, qui soutiendrait la caisse et assurerait la suspension, ce qui permettrait de placer la caisse, et donc la charge principale, au-dessus de l'essieu et ainsi de soulager le cheval d'un poids assez considérable. Cette proposition ne fut pas suivie, bien que des réalisations concluantes aient été faites ultérieurement. Certaines petites chaises proches de la chaise à porteurs, à traction humaine, les vinaigrettes, disposaient d'un système de suspension avec des ressorts en bois.

## Ressorts métalliques
À la fin du XVIIe siècle  l'invention du ressort à lames permet d'envisager de nouvelles méthodes, mais la mise en pratique se fait très lentement. L'acier demeure rare et onéreux. Les moutons en fer tendent à se fissurer, ce qui fait sans doute naître l'idée de les réaliser non plus d'une seule pièce, mais en lames (on disait alors feuilles) jointives. En l'absence de dépôt de brevet ou demande de privilège, on ignore qui a « inventé » le ressort à lames. Probablement un homme du métier, serrurrier ou autre. La fabrication requiert une certaine habileté technique et des aciers de bonne qualité : ceux utilisés en France provenaient de Hongrie. Le ressort à lames est appelé « coin de ressort ». Lorsqu'on lui adjoint un anneau à une extrémité, pour y fixer la soupente, il s'appelle une « main à ressort ». De là certains textes qui citent, par exemple, une voiture « suspendue à quatre mains ». De nos jours, la main de ressort est la pièce qui permet de fixer une extrémité de ressort sur un châssis. Les mains à ressort s'allongeant et se combinant par deux, on est amené à ajouter aux caisses ou aux châssis des arcs-boutants métalliques de formes variables, les armons (l'armon au sens strict est constitué des deux pièces qui maintiennent l'extrémité du timon ou les brancards), qu'on dissimule sous des ornementations.

### Ressortà la Dalesme
André Dalesme (1643-1727), expérimentateur de l'Académie royale des sciences, met au point le ressort à lames, placé verticalement, qu'on appellera à la Dalesme, mais qui ne se généralisera que vers 1740. C'est un ressort droit maintenu en son milieu par un arc-boutant. Le ressort Dalesme est constitutif du type de suspension le plus répandu en France au XVIIIe siècle pour les voitures légères (chaises principalement) : la suspension à cul de singe. Le ressort est joint par son milieu à un armon qui joue le rôle d'un arc-boutant et d'un mouton. L'armon soutient la grande courroie qui se fixe à l'avant de la caisse, et le ressort supporte la soupente à l'arrière de la caisse.

### Ressortà l'écrevisse
La suspension à l'écrevisse est également  largement utilisée pour les chaises de poste. Elle utilise un ressort dit à l'écrevisse, double ressort courbe, de l'extrémité duquel part une paire de soupentes qui se rejoignent sur un armon en bas de la caisse. D'autre part, de chaque côté, une grande courroie, réglable par le cric, passe sur un « support à pincettes » et rejoint l'avant de la caisse.

### Ressort à fouet
Le ressort à fouet, utilisé par les carrossiers anglais, est une variante du ressort de Dalesme avec une forme en S.

### Ressortà la Polignac
Le ressort à la Polignac est une autre variation, recourbé, avec un arc-boutant, il préfigure le ressort en C qui sera l'ultime évolution du XVIIIe siècle.

### Ressort en C

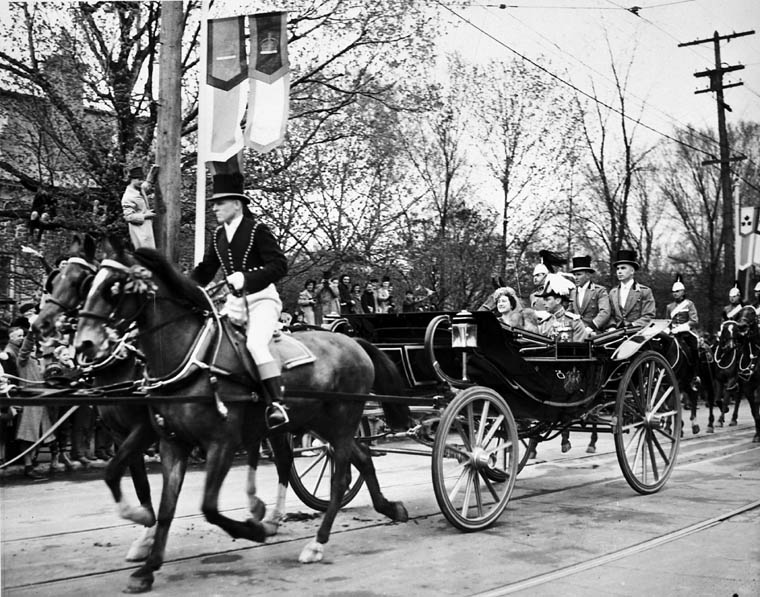
La reine Elizabeth et le roi George VI à Ottawa, 1939. Calèche attelée à la d'Aumont, à ressorts en C.

Ce ressort, courbe en forme de C, ne nécessite plus d’arc-boutant. Sur des représentations anciennes, il est parfois difficile de distinguer un ressort en C d’un mouton en bois qui pouvait avoir la même forme.

### Ressort à pincette

Ressort à pincettes ou elliptique

Inventé en 1805 par le britannique Obadiah Elliot, le ressort à pincette ou elliptique est formé par la réunion de deux ressorts à lames cintrés. Il se généralise à partir de 1830.
Le ressort à pincettes va avoir pour principale conséquence de permettre la création de la caisse autoporteuse, ne nécessitant plus la présence des flèches ou des brancards qui reliaient les essieux avant et arrière. De là l’apparition de nouveaux modèles de voitures plus légères : victoria, milord, phaéton, etc.

### « Ressort droit »
Rarement droit, généralement cintré (c'est alors une demi-pincette), il peut avoir des formes variables. Il est souvent utilisé en composition pour former des systèmes de suspensions efficaces. On a pu voir des systèmes très complexes allant jusqu'à 16 ressorts. Les systèmes à ressorts multiples combinent souvent ressorts en C, pincettes et ressorts droits.

#### Suspension « télégraphe »
le montage de quatre ressorts (deux longitudinaux, deux transversaux) est appelé télégraphe, ou demi-télégraphe quand il y a trois ressorts (deux longitudinaux, un transversal), selon la dénomination anglaise. En France, le montage télégraphe est à trois ressorts; il est également appelé montage Dennett. Le montage a quatre ressorts (deux transversaux et deux longitudinaux) est appelé montage en châssis. Ce dernier est parfois couplé avec des ressorts à pincette, donnant ainsi encore plus de confort.

#### Suspension Dennett
Le demi-télégraphe est appelé suspension Dennett en Grande-Bretagne.

## Suspensions contemporaines
Aujourd'hui, les voitures hippomobiles destinées au loisir ou à la compétition peuvent être munies de suspensions modernes : outre les suspensions par ressorts à lames, pour les voitures de présentation (répliques de voitures anciennes), et les voitures de marathon à quatre roues, on trouve aussi des suspensions à barre de torsion, et des suspensions à système pneumatique.

## Sources
- Max Terrier, L'invention des ressorts de voiture, in Revue d'histoire des sciences, 1986, vol. 39, p. 17-30
- Attelage-Patrimoine :
- Joseph Jobé, Au temps des cochers, Lausanne, Edita-Lazarus, 1976.  (ISBN 2-88001-019-5)